# Caloscarta
Caloscarta is een geslacht van halfvleugeligen uit de familie schuimcicaden (Cercopidae). De wetenschappelijke naam van dit geslacht is voor het eerst geldig gepubliceerd in 1903 door Breddin.

## Soorten
Het geslacht Caloscarta omvat de volgende soorten:
- Caloscarta basirubra Kato, 1929
- Caloscarta capitata (Stål, 1865)
- Caloscarta delta Kato, 1929
- Caloscarta gardineri Lallemand, 1949
- Caloscarta pallescens Distant, 1916